# تپه شهرسوخته شماره ۹۸
تپه شهرسوخته شماره ۹۸ مربوط به هزاره اول قبل از میلاد است و در شهرستان زابل، بخش شیب آب، روستای حومه شهر سوخته واقع شده و این اثر در تاریخ ۳۰ تیر ۱۳۸۴ با شمارهٔ ثبت ۱۲۱۴۵ به‌عنوان یکی از آثار ملی ایران به ثبت رسیده است.